# Uvs Nuur
Uvs Nuur (mongolsk: Увс Нуур; russisk: Убсу-Нур, tr. Ubsu-Nur) er den arealmæssigt største sø i Mongoliet, beliggende i landets nordvestlige del. Søen ligger 753 moh. og har en overflade på 3.350 km². Den største by ved søen er Ulaangom. Søens nordøstlige del ligger i Republikken Tyva i Rusland.
Uvs Nuur, som er lavandet og har høj saltholdighed, er den sidste rest af et hav, som for flere tusind år siden dækkede et område omkring 16.000 km². Søen er midtpunkt i Uvs Nuur-bækkenet, som med et areal på 700.000 km² udgør et af de bedst bevarede naturlige steppelandskaber i Eurasien. Ud over Uvs Nuur er der flere mindre søer i afvandingsområdet, så som Ureg Nuur der ligger i 1.450 meters højde. Da disse søer ligger nord for mange andre søer i Centralasien, har de betydning for fugletræk i området.
Bækkenet strækker sig over grænsen mellem Sibirien og Centralasien, og temperaturen varierer fra −58 °C om vinteren til 47 °C om sommeren. På trods af det strenge klima lever der 173 fuglearter og 41 pattedyrsarter, deriblandt den udrydningstruede sneleopard, argalifåret og asiatisk stenbuk.
År 2001 oplistede Unesco Uvs Nuur-bækkenet som verdensarv og biosfærereservat. Området er arealmæssigt et af verdensarvslistens største.